# ІЖ-38
ІЖ-38 — однозарядна пружинно-поршнева пневматична гвинтівка.

## Загальні характеристики
- Виробник — Іжмех (Росія).
- Однозарядна пружинно-поршнева гвинтівка моделі ІЖ-38 оснащена нарізним сталевим стволом.
- Для стрільби використовуються тільки свинцеві кулі.
- Зведення проводиться «переломом» ствола, рухом вниз-назад-вперед-вгору.
- При зведенні відкривається казенний зріз ствола для ручного заряджання кулі.
- Є автоматичний запобіжник, що блокує спусковий гачок при заряджанні гвинтівки.
- Мушка закрита — нерухома, положення прицільника регулюється по вертикалі і горизонталі мікрометричними гвинтами.
- Регулюється і довжина прицільної лінії.
- Зусилля спуску — 2-3 кг.
- Покриття металевих деталей чорне оксидування.
- Матеріал прикладу й цівки — пластик або дерево (тонована береза).